# Aeroportul Beica
Aeroportul Beica (IATA: BEI, ICAO: HABE) este un aeroport din Etiopia ce deservește zona Beica. A fost numit după zona deservită.
Situat la o altitudine de 1.649 m, aeroportul dispune de o singură pistă.